# Macromitrium recurvifolium
Macromitrium recurvifolium är en bladmossart som beskrevs av Bridel 1826. Macromitrium recurvifolium ingår i släktet Macromitrium och familjen Orthotrichaceae. Inga underarter finns listade i Catalogue of Life.